# Ivan Boubnov
Pour les articles homonymes, voir Boubnov.
Ivan Grigorievitch Boubnov (en russe : Иван Григорьевич Бубнов ; 18 janvier 1872 à Nijni Novgorod - 13 mars 1919 à Pétrograd), ingénieur naval de la marine militaire russe, est le principal concepteur des premiers sous-marins russes (Le Dauphin, 1903). Il inaugura la chaire de construction navale à l'institut polytechnique de Saint-Pétersbourg en 1904, et en 1911, développa une méthode de résidus pondérés pour résoudre les problèmes de déformation d'une plaque encastrée.

## Biographie
Boubnov fit ses études à l'école technique de la marine impériale (1887-1891), puis à l'Académie de Marine (1891-1896). Le 4 janvier 1901, le Ministère de la Marine de Russie lui confie, avec deux autres officiers (les lieutenants M.N. Beklemicheff et I.S. Goryounov) la tâche de concevoir un sous-marin de combat pour la Marine impériale. Il était alors employé du ministère aux Chantiers navals de la Baltique où la construction du vaisseau devait avoir lieu. Le 3 mai de la même année, les trois hommes soumettent le résultat de leurs études au Ministère de la Marine. La proposition est acceptée en juillet et le Chantier Naval de la Baltique reçoit l'ordre de construire le « torpilleur no 113 » (qui sera renommé « sous-marin de combat Dauphin »). La construction et les essais de ce prototype sont terminés en 1903 : le succès obtenu décide la Marine à poursuivre la construction de nouveaux vaisseaux de ce type ; Boubnov est nommé à la tête de la Commission de Construction des Sous-marins, qui deviendra finalement le Bureau Central d'Étude et d'Ingénierie Maritime Roubine.
Il est nommé en 1903 assistant à l’Institut polytechnique de Saint-Pétersbourg, où il enseignera jusqu'en 1913. Il y enseigne la statique, la résistance des matériaux et la charpente navale.
La guerre russo-japonaise éclate en 1904, et cette défaite coûte 2,5 milliards de roubles à la Russie. De la flotte de Sibérie, il ne reste que les croiseurs Askold et Jemtchoug, une canonnière et 13 destroyers. La flotte de la Baltique était elle aussi affaiblie, car elle avait servi à débarquer les troupes sur le théâtre d'opération Pacifique ; seule la flotte de la Mer Noire (avec deux croiseurs et quatre torpilleurs) était intacte. Dans ces circonstances, la reconstitution d'une flotte de guerre moderne devint l'une des priorités de la Russie tsariste. Le gouvernement fit appel aux donateurs pour subventionner l'effort national : en l'espace de cinq ans, la Commission gouvernementale reçut ainsi 17 millions de roubles. Le financement ambitieux de ce programme permit aux ingénieurs A. N. Krylov, N. N. Kuteïnikov, et I. G. Boubnov d'effectuer des recherches de premier plan, particulièrement dans le domaine de la résistance des matériaux.

Le problème de la déformation d'une plaque encastrée sur ses quatre côtés, qui se rencontre dans plusieurs types de constructions, est d'une grande difficulté mathématique : en 1910, on ne possédait que diverses approximations de la solution, comme celle de Maurice Lévy. Une première amélioration dans le traitement numérique de la question apparut avec les travaux de Boubnov, qui dressa des tables des maximums de flèche et de moment fléchissant pour divers élancements. Pour les plaques allongées, il ramena le problème à celui de la flexion d'une bande mince et résolut le problème pour les conditions d'appui que l'on rencontre en construction navale.
En 1908, Boubnov succède à A. N. Krylov en tant que Directeur de l'Institut de Recherche de la Marine. En 1910, il est nommé professeur titulaire de construction navale à l'Académie de Marine. Son cours s'est étendu entre-temps à la théorie de l'élasticité. La même année, il travaille à la conception du cuirassé Gangut, tout en publiant son mémoire novateur sur la Mécanique des structures appliquée aux navires (1911), où apparaît pour la première fois la méthode de Boubnov-Galerkine. Cette méthode, apparentée à celles de Rayleigh et de Ritz, est l'une des bases de la méthode des éléments finis.
Au début de la Première Guerre mondiale, la flotte impériale compte déjà 75 destroyers (et 11 en construction), 45 torpilleurs de surface. Entre 1913 et 1917, la flotte de la Baltique recevra 17 destroyers de classe Novik, et la flotte de la Mer Noire 14. Boubnov, nommé major-général (1912) et professeur honoraire de l’Académie de Marine Nikolaïev, reçoit en 1916 l'approbation de son projet de construire 24 sous-marins, mais la Révolution d'Octobre met un terme à sa carrière.

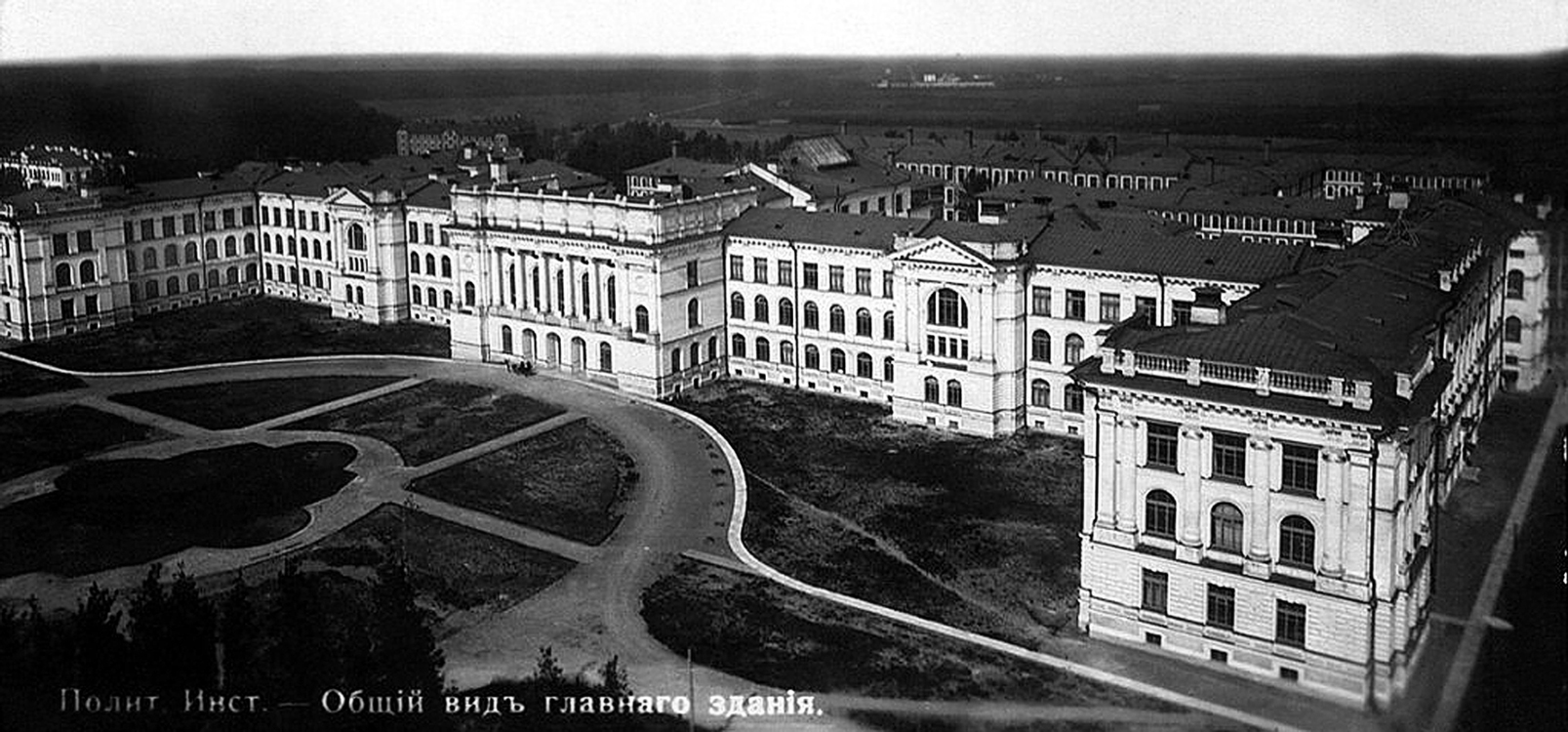
L'Institut polytechnique de Saint-Pétersbourg en 1902.

En janvier 1918, les commissaires politiques mettent en application un décret de Lénine ordonnant l'arrêt de la construction de navires de guerre. Boubnov, arrêté, est interné quelques mois au camp de travail de Medved' près de Novgorod ; il ne doit sa libération qu’à un concours de circonstances, et meurt de la fièvre typhoïde quelques mois plus tard.

## Œuvres
- I. G. Boubnov, Stroitel’naia Mekhanika Korablia (« Résistance des matériaux appliquée aux constructions navales »), Rapport techn. , 1911.
- I. G. Boubnov. Théorie de la construction du navire, 2 volumes. Saint-Pétersbourg, 1914

## Postérité

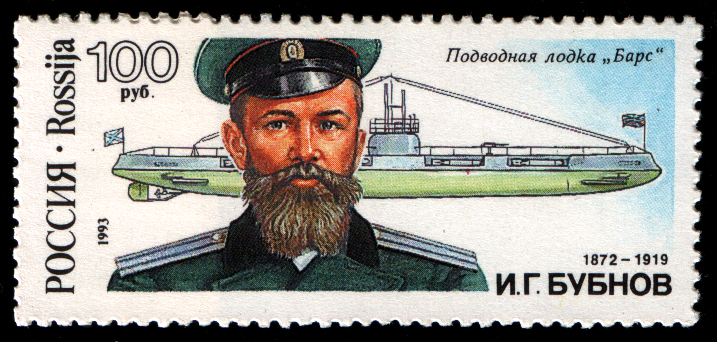
Boubnov et ses sous-marins commémoré par les postes russes.